# Oseas de Israel

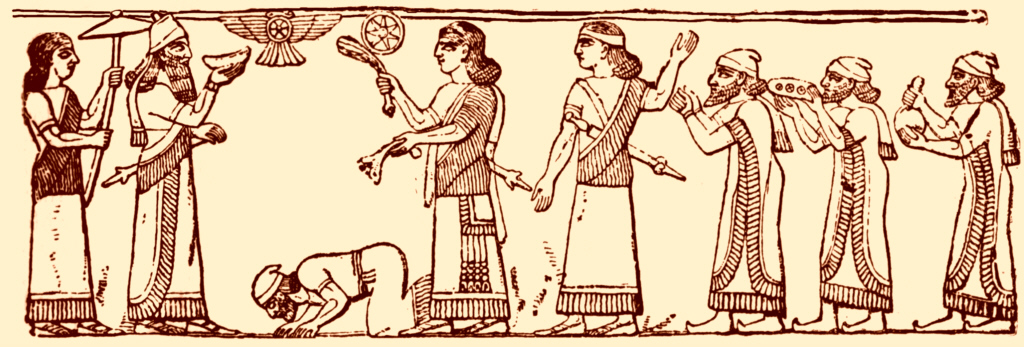
Delegación israelita rindiendo tributo ante el rey asirio Salmanasar. Detalle del segundo registro del Obelisco Negro. El texto cuneiforme de la inscripción asiria reza: «El tributo de Oseas, hijo de [la Casa de] Omri», que por su referencia a Oseas en relación con Omri parece tratarse de una referencia al rey bíblico.

Oseas (en hebreo:הושע Hosea "Yahveh es salvación") fue el último monarca del Reino de Israel, reinó aproximadamente durante el período 732 a. C.-722 a. C. (nueve o diez años).
Impuesto por Tiglatpileser III, con soberanía reducida a Samaria, se sublevó a la muerte de aquel y buscó la alianza de Egipto, pero fue derrotado por Salmanasar V, cegado y conducido como cautivo a Asiria. Las consecuencias fueron la conversión de Israel en provincia asiria, y la deportación masiva de la población, en especial de las clases altas, que fueron sustituidas por colonos arameos y caldeos, conocidos luego como samaritanos. Los israelitas deportados se diluyeron entre la población asiria, llamándoseles en adelante las diez tribus perdidas.

Los registros asirios convergen con el relato bíblico de cómo se convirtió en rey. Bajo Acaz, Judá había rendido lealtad a Tiglatpileser III de Asiria, cuando el Reino del Norte bajo Pecaj, en alianza con Rezin de Aram-Damasco, había intentado coaccionar al rey de Judá para que actuara conjuntamente contra Asiria. Oseas, capitán del propio ejército de Pecaj, se colocó a la cabeza del grupo asirio en Samaria; luego eliminó a Pecaj por asesinato; Tiglatpileser III recompensó a Oseas haciéndolo rey sobre Efraín (un nombre que se usa aquí para todo el reino del norte), que se había reducido a dimensiones más pequeñas. Una inscripción sin fecha de Tiglatpileser III se jacta de hacer rey a Oseas después de que su predecesor fuera derrocado:
Israel (literalmente: "Omri-casa" Bit-Humria ) ... derrocó a su rey Pecaj ( Pa-qa-ha ) y puse a Oseas (A-ú -si ' ) como rey sobre ellos. Recibí de ellos 10 talentos de oro, 1,000(?) talentos de plata como su [tri]buto y los traje a Asiria.
La cantidad de tributo exigido a Oseas no se indica en las Escrituras, pero a Menajem, unos diez años antes (743 o 742 a. C.) se le pidió que pagara 1.000 talentos de plata a Tiglatpileser III para "fortalecer su dominio sobre el reino" (2 Reyes 15:19), aparentemente contra Pecaj, el rival de Menajem.
Mientras Tiglatpileser III estuvo en el trono, Oseas permaneció leal; pero cuando Salmanasar V tuvo éxito, Oseas hizo un esfuerzo por recuperar su independencia y entró en negociaciones con Egipto. Probablemente engañado por promesas favorables de parte de Egipto, Oseas dejó de pagar tributo. Winckler sostiene que en este movimiento anti-asirio, en el que Tiro también tenía una participación, se hizo un último esfuerzo por parte de los estados comerciales árabes para excluir a Asiria del comercio árabe-indio, para lo cual la posesión de los puertos mediterráneos era de vital importancia.
Salmanasar V pronto interpretó esto como rebeldía y dirigió sus ejércitos contra Samaria. El Canon epónimo asirio muestra que Salmanasar hizo campaña "contra" (en algún lugar, falta el nombre) en los años 727, 726 y 725 a. C., y se presume que el nombre que faltaba era Samaria. La Crónica Babilónica declara que Salmanasar devastó la ciudad de Sha-ma-ra-in (Samaria). Prueba adicional de que fue Salmanasar, y no Sargón II quien inicialmente (aunque no únicamente) capturó Samaria, a pesar de la afirmación de este último, al final de su reinado, de que él era su conquistador, fue presentada por Tadmor, quien mostró que Sargón no tenía campañas en el oeste en sus primeros dos años de reinado (722 y 721 a. C.).